# De toetercup
De toetercup is een kort stripverhaal uit de reeks van Suske en Wiske. Het is geschreven door Peter Van Gucht en getekend door Luc Morjaeu. Het verhaal werd gepubliceerd in Tros Kompas van 19 april 2008 tot en met 13 september 2008.

## Locaties
Dit verhaal speelt zich af op de volgende locaties:
- het huis van tante Sidonia, kasteel Vlaarwater, boerderij, tankstation,

## Personages
In dit verhaal spelen de volgende personages mee:
- Suske, Wiske, tante Sidonia, Lambik, Jerom, Van Zwollem, professor Barabas, brandweer, man bij kasteel, toevallige passant, kunstschilder, Pegasus (paard), boer, bediende bij tankstation, agent, visser, parkwachter, vrouw met kinderwagen.

## Uitvindingen
In dit verhaal spelen de volgende uitvindingen van professor Barabas een rol:
- Vitavliegjes[1]

## Het verhaal
Lambik neemt Jerom mee voor een ritje in zijn eerste auto: een Citroën Traction Avant. Ze komen Van Zwollem tegen in een racewagen en de mannen krijgen ruzie. De volgende dag krijgt Lambik een brief, hij wordt voor de Toetercup gedaagd. Suske en Wiske nemen de Vitavliegjes mee en ze gaan naar kasteel Vlaarwater. Daar merken ze dat Lambik en Van Zwollem de enige deelnemers zijn. De spelregels worden uitgelegd, er mag alleen hulp van toevallige voorbijgangers aangenomen worden. De deelnemers moeten altijd de routebeschrijving en gps volgen en nadat men is ingestapt, mogen de voeten de grond niet meer raken. Er staan twee stoomauto's klaar, zoals ooit gemaakt door Nicolas-Joseph Cugnot, en de race begint. Suske en Wiske volgen alles vanuit de lucht. Lambik moet hout bijvullen en Van Zwollem moet water tanken tijdens de rit. 
Dan moeten de deelnemers overstappen in andere voertuigen, er staan twee T-Fords klaar met benzine om één kilometer af te leggen. Van Zwollem rijdt harder en zijn tank is eerder leeg, maar hij wordt geholpen door een automobilist die een jerrycan bij zich heeft. Lambik laat zich trekken door een paard en komt zo bij een tankstation terecht. Lambik vertrekt zonder te betalen en merkt dat Van Zwollem al eerder vertrokken is met de derde auto. Lambik stapt ook in de Tatra. De nieuwe spelregels zijn dat de deelnemers het tegenovergestelde moeten doen van wat de politie hun zegt. Lambik komt een agent tegen en slaat linksaf als hij gesommeerd wordt om rechts te gaan. Als Lambik een stopteken krijgt voor een kapotte brug, geeft hij gas en geraakt aan de overkant.
Er staan twee Dafs voor de deelnemers klaar. De deelnemers moeten elk tegen een Porsche racen op het circuit. Ze mogen één voorwaarde stellen en Van Zwollem vraagt om 10 seconden voorsprong. De Porsche krijgt toevallig een klapband en Van Zwollem wint. De band wordt verwisseld en Lambik vraagt om achterstevoren te rijden. Lambik wint en komt weer bij Van Zwollem. Beide deelnemers stappen dan in een Amphicar en komen in een rivier terecht. Lambiks Amphicar wordt geraakt door het plezierjacht Anne-Marie. Lambik zinkt en Van Zwollem haalt hem in. Suske en Wiske vliegen weer naar het kasteel en Wiske vertelt dat ze voor de race een plezierjacht met de naam Anne-Marie in de schuur zag staan.
Het plezierjacht is weg en de kinderen zien de brandweerauto die Van Zwollems stoommobiel water gaf. Ook de oldtimer van de man met de jerrycan en de motor van de politieagent zijn in de schuur aanwezig. Dan worden de kinderen betrapt. Lambik wordt door een visser uit de rivier geholpen en komt lang na Van Zwollem bij het volgende voertuig. Hiermee mag niet geremd worden tot de finish. Suske en Wiske kunnen aan de parkwachter ontkomen. Lambik en Van Zwollem rijden zeer hard en komen bij een dorp. Lambik trapt toch op de rem, maar kan een aanrijding niet voorkomen. 
Van Zwollem remt niet en wint de race, maar Suske en Wiske zeggen dat hij vals gespeeld heeft. Ook Lambik heeft dit door en Van Zwollem biecht op dat hij een revanche wilde, omdat hij de vorige race verloren heeft. Hij heeft de Toetercup zelf verzonnen en zijn neef, die veel auto's bezit, om hulp gevraagd. De neef speelde alle toevallige passanten die Van Zwollem te hulp schoten. Ze hebben anderen in gevaar gebracht en Lambik liet zich opjagen.